# Curtis Harrington
Gene Curtis Harrington (Los Angeles, 17 de setembro de 1926 — Hollywood Hills, 6 de maio de 2007) foi um cineasta norte-americano.